# Aurea Regina
Aurea Regina de Oliveira Coelho (Rio de Janeiro) é uma Regente e Compositora, do  Rio de Janeiro . Estudou com César Guerra Peixe, Aída Gnattali, Roberto Duarte, Murillo Santos e Hans Joachim Koellreutter.
Produtora Musical, Arranjadora e Multi-instrumentista  é reconhecida internacionamente com o (Emmy Award Life Time achievement) nos EUA ,como Compositora da Trilha Sonora pra o Documentário ``In The Shadows of The Meza Verde`` do diretor americano Jim Bonnet ,filmado no Colorado EUA..Fundou e criou na Patagônia Argentina , a Orquesta Austral para quem escreveu o ``Concierto de Las Ballenas Australles``.

## Discografia
| Nome do álbum    | Gravadora   | Ano de lançamento | Produtora    |
| Myosotis Project | Ocean Music | 1996              | Aurea Regina |
| Serra Leoa       | Ocean Music | 1988              | Aurea Regina |

## Dados Artísticos
Compositora Arranjadora 
No final da década de 1980, tornou-se conhecida do grande público por sua composição "Arvoredo", divulgada por rádios cariocas. 
Lançou o selo Ar Music, através do qual gravou, em 1988, o disco "Serra Leoa", que contou com a participação dos músicos Arthur Maia e Mauro Senise, entre outros. 
Em 1994, compôs a trilha sonora para o CD-ROM "Rio de Janeiro", que contém fotos, e informações históricas sobre a cidade. 
Em 1996, compôs as músicas do documentário "Na Sombra da Mesa Verde", dirigido por Jim Bonnet, para o Discovery Channel. Ainda nesse ano, lançou o "Myosotis Project", que reuniu em disco algumas de suas composições registradas em diversos estúdios, inclusive "Arvoredo", gravada na Sala Cecília Meireles (RJ). O disco contou com a participação especial de Arthur Maia, Mike Stern, Heitor TP, Vitor Biglione, Ricardo Silveira, Zé São Paulo, Claudio Infante, Robertinho Sila, Marcio Mallard, Marcelo Martins e Djalma Correa. 
Durante os anos de seus estudos na U.F.R.J, participou, como artista convidada, em shows e gravações de Chico Buarque, Toninho Horta, Rio Jazz Orchestra, Tim Maia, entre muitos outros artistas brasileiros.

## Biografia
Compositora. Arranjadora. Instrumentista.

Graduou-se em Regência pela UFRJ. Nessa mesma instituição acadêmica, ingressou no mestrado em Composição.